# 上里站
上里站（韓語：상리역）是朝鮮民主主義人民共和國咸鏡南道德城郡的一個鐵路車站，属于德城線。

## 邻近车站
德城線
上一站 - 上里站